# Chanaresuchus
Chanaresuchus é um gênero extinto de Arcossauro Proterochampsia. Era do tamanho pequeno para um Proterochampsia, tendo em média um pouco mais de um metro de comprimento. Fósseis são encontrados no Triássico médio e Triássico superior de La Rioja Provence, Argentina e Rio Grande do Sul, Brasil. Duas espécies são atualmente conhecidos: a espécie-tipo Chanaresuchus bonapartei foi encontrado na Formação Chañares de data do Ladiniano, em 1971, e a espécie Chanaresuchus ischigualastensis foi nomeado em 2012 e viveu no final do Carniano na Formação Ischigualasto. C. bonapartei foram recentemente encontrados no Carniano na Formação Santa Maria no Brasil. Chanaresuchus parece ser um dos mais comuns archosauriformes da Formação Chañares devido à abundância de espécimes a que se refere ao género. Grande parte do material foi encontrado pela expedicção La Plata-Harvard em 1964-1965. Chanaresuchus foi originalmente classificada na família Proterochampsidae, embora tenha sido colocado na família Rhadinosuchidae em estudos mais recentes (ambas as famílias pertencem ao grupo Proterochampsia).

## Descrição
Chanaresuchus tinha um crânio baixo, alongado, que é característica de Proterochampsia. O crânio é bastante largo na parte posterior, com um focinho estreito, variando em comprimento de cerca de 165 milímetros para 260 milímetros nos indivíduos maiores. As narinas são fendas e posicionadas na ponta e longe do rosto, mais para cima do crânio. A pré-maxila é ligeiramente curvada para baixo. O crânio é altamente ornamentado, com os ossos dérmicos bem esculpidos. O palato do Chanaresuchus tem duas alongadas coanas. Duas pequenas aberturas anteriores às coanas pode ser anteriores ao palatino que poderia ser usado para o acesso ao órgão de Jacobson. O formato do palato secundário entre estes dois conjuntos de aberturas pode ter sido uma adaptação para respirar com o focinho de forma subaquática.
Ao contrário dos outros primeiros Arcossauros Proterochampsia, Chanaresuchus tinha pouca armadura. As osteodermas encontradas são de pequenas escala, formando uma única linha na coluna vertebral. Eles correm desde o pescoço até a última vértebra pré-sacral e, provavelmente, continuam para baixo na cauda, embora nenhum exemplar encontrato mostre ou sugira isso. Há cerca de três escalas por vértebra.
O pé do Chanaresuchus difere de outros arcossauros relacionados em que há uma ênfase em um alargamento das falanges interior, enquanto outros arcossauros primitivos mantenham um padrão um pouco mais simétrico. O primeiro dígito é reduzido, mas bastante robusto. O segundo dígito é claramente o mais maciço, mas o terceiro dígito é a mais longo, embora um tanto delgado. O quarto dígito é muito fino e o quinto metatarso é composta por apenas uma espora.

## Paleobiologia
Um estilo de vida semi-aquático, semelhante aos Phytosaurias e crocodilos modernos tem sido proposto para os Chanaresuchus, como é sugerido pelo palato secundário , com órbitas dorsais, narinas posicionadas dorsalmente, e muitas outras características. No entanto, alguns indícios, tais como a falta de anfíbios aquáticos na Formação Chañares, sugere que a área foi relativamente seca durante o tempo de deposição. Um estilo de vida terrestre é possível para o gênero, como as diferenças extremas no tamanho dos os membros anteriores em relação aos membros posteriores em comparação com outros tecodontes pode ser considerada uma característica do bipedalismo. No entanto, provavelmente não é o caso de Chanaresuchus, e as provas ainda estão a favor de um animal semi-aquático.
A localidade do ambiente de deposição onde as espécimes de Chanaresuchus tem sido encontradas foi nas proximidades de uma zona de muita atividade vulcânica, devido ao fato de que ele estava em uma bacia rifte ativa. Acredita-se que todas as amostras recuperadas tinham morrido em um único evento de mortandade em massa e pode ter sido enterrado em uma margem fluvial. O evento que causam a mortalidade foi muito provavelmente ligada à atividade vulcânica regional.
A localidade onde os espécimes de Chanaresuchus foram encontrados é bem conhecida por sua abundância de tetrápodes. Therapsidas incluem a Dinodontosaurus Kannemeyeriidae e cinodontes como Probainognathus e Massetognathus, sendo este último o taxon mais abundante da localidade. No entanto, o grupo mais comum de Lewisuchus, Lagerpeton, Marasuchus, e Pseudolagosuchus. Other archosaurs include Gracilisuchus and Luperosuchus. Outro Proterochampsidae, que foi nomeado ao lado Chanaresuchus em 1971, é o Gualosuchus. É muito similar na aparência do Chanaresuchus, diferindo apenas no tamanho e proporções do crânio.